# Gabriel von der Lieth
Gabriel von der Lieth (auch von der Lith; * 1692; † 1. Mai 1766 in Hamburg) war ein kurfürstlich-sächsischer (königlich-polnischer) Diplomat.

## Leben
Gabriel von der Lieth war verwandt mit dem sächsischen Geheimrat Albrecht von der Lieth (1659–1718). Er diente anfangs u. a. als Geheimer Kanzlist, dann ab 1723 als Legationssekretär an der sächsischen Gesandtschaft in München, damals unter dem Gesandten Graf von Wackerbarth-Salmour. Von 1727 bis 1730 übernahm er als Chargé d’affaires die Leitung der Mission am kurbayerischen Hof von Karl I.
Bereits 1726 bewarb er sich um die Stelle als Resident bei den Hansestädten in Hamburg. Er wurde schließlich 1730 dorthin versetzt, nachdem sein Vorgänger, der Schriftsteller Peter Ambrosius Lehmann (1663–1729) am 31. Oktober 1729 starb. Mit Unterbrechung durch eine kurze Mission nach Kopenhagen blieb Lieth bis zu seinem Lebensende sächsischer Gesandter in Hamburg. Ab 1732 Legationsrat, wurde er 1763 zusätzlich Resident in Lübeck. Während der Mission nach Dänemark in Vertretung des Gesandten Helmuth von Plessen (1699–1761), wurde er bei den Hansestädten von dem Hamburger Kaufmann Samuel Trugard vertreten.
Im Frühjahr 1751 berichtete von der Lieth an Friedrich August II. über aus dem Languedoc nach Hamburg geflohene Hugenotten, ohne dass es zu einer erfolgreichen Anwerbung kam. Er berichtete sowohl an den königlichen Hof in Warschau und den kurfürstlichen Hof in Dresden; beide Korrespondenzen wurden vom preußischen Geheimdienst abgefangen. Von der Lith starb im Amt als 74-Jähriger am 1. Mai 1766.